# کاکرو فوناکی
کاکرو فوناکی (انگلیسی: Kakeru Funaki؛ زادهٔ ۱۳ آوریل ۱۹۹۸) بازیکن فوتبال اهل ژاپن است.
از باشگاه‌هایی که در آن بازی کرده‌است می‌توان به باشگاه فوتبال سرزو اوساکا اشاره کرد.
وی همچنین در تیم ملی فوتبال زیر ۲۰ سال ژاپن بازی کرده‌است.